# 刺杀希特勒2093-1944
《刺杀希特勒2093-1944》（Mortyr本意为烈士）是一款1999年8月31日发行的第一人称射击游戏，由波兰幻象互动公司制作，interplay发行。

## 情节
1944年，处于败势中的德国突然又节节胜利，等到德军占领伦敦，盟军发现德军的胜利已不可阻挡，之后是莫斯科和华盛顿相继陷落。人们开始流传德军拥有了“奇迹武器”，从战场上侥幸逃脱的人描述着神奇的又各不相同的现象。2093年，离纳粹德国胜利告终的二战148年后，越来越频繁的天气变化和自然灾害预示着末日的降临，Jurgen Mortyr将军认为这都是德军的神奇武器带来的，他决心用时光机把儿子塞巴斯蒂安送回到1944年阻止这一切。

## 反响
该游戏被波兰以外的游戏媒体普遍认为非常平庸，糟糕的AI、关卡设计使得少数的亮点如画面和声音制作无法让人满意。但是波兰媒体却普遍称赞它，说它是当年游戏大作。

## 外部連結
- MobyGames上的Mortyr (2093 - 1944) （页面存档备份，存于）